# Новый Урал (Башкортостан)
Но́вый Ура́л (баш. Яңы Урал) — деревня в Дюртюлинском районе Республики Башкортостан Российской Федерации. Входит в состав Куккуяновского сельсовета. 

## География

### Географическое положение
Расстояние до:
- районного центра (Дюртюли): 33 км,
- центра сельсовета (Куккуяново): 8 км,
- ближайшей ж/д станции (Уфа): 114 км.

## Население
| 2002 | 2009 | 2010 |
| ---- | ---- | ---- |
| 37   | ↘33  | ↘28  |

### Национальный состав
Согласно переписи 2002 года, преобладающие национальности — башкиры (49 %), татары (38 %).